# 노다촌 (후쿠시마현)
노다촌(野田村)은 후쿠시마현 시노부군에 있던 촌이다. 1956년 9월 30일 노다촌, 오니와촌, 미즈호촌 등 3개 촌이 합병하여 아즈마촌이 신설되고 폐지되었다. 후쿠시마시 중심부 서쪽으로,  야마가타선 사사기노역 주변이 노다촌이 있던 곳이다.

## 역사
- 1889년 4월 1일 - 정촌제 시행에 의해 우에노지촌, 시모노지촌, 사사기노촌, 핫시마다촌의 구역을 가지고 성립하였다.
- 1956년 9월 30일 - 노다촌, 오니와촌, 미즈호촌 등 3개 촌이 합병하여 아즈마촌이 신설되고, 노다촌 등은 폐지되었다.

## 교통

### 철도
- 일본국유철도
  - 오우 본선(노다촌 당시의 호칭은 야마가타선)

### 도로
노다촌 촌역이었던 지역에 도호쿠 자동차도가 통과하지만 당시엔 미개통이였다.

## 참고 문헌
- 가도카와 일본 지명 대사전 7 福島県
- 福島市史
- 野田村郷土誌